# Fischlham
Fischlham osztrák község Felső-Ausztria Welsvidéki járásában. 2021 januárjában 1345 lakosa volt. 

## Elhelyezkedése

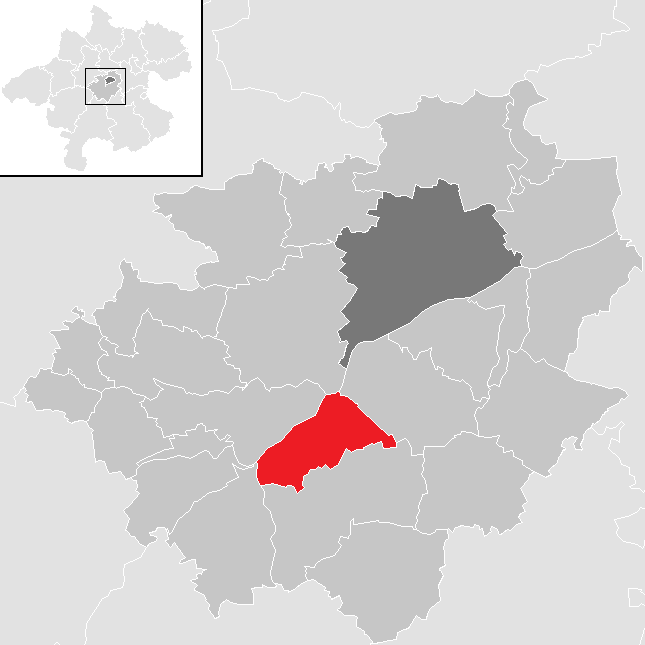
Fischlham a Welsvidéki járásban

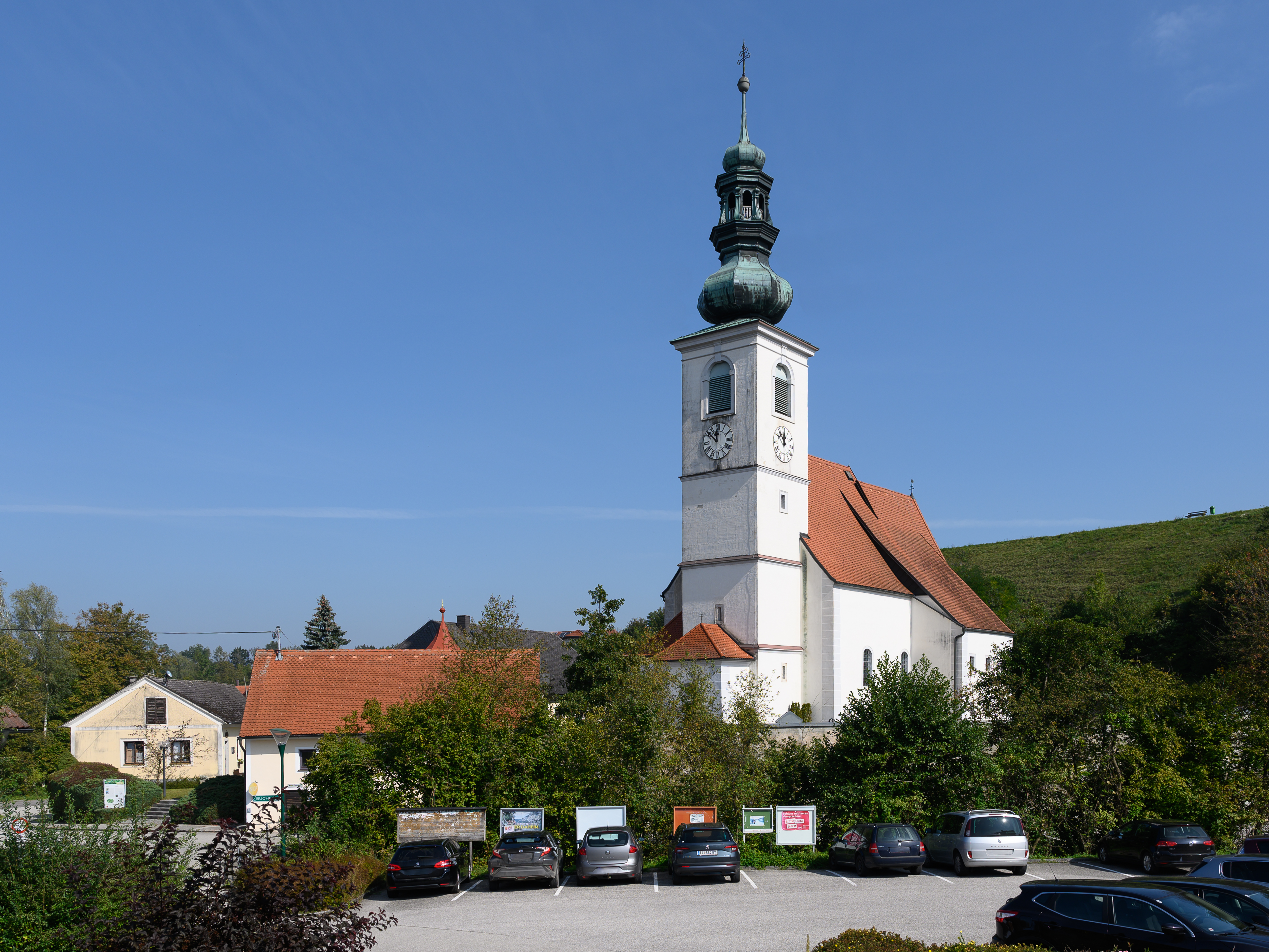
A Szt. Péter-plébániatemplom

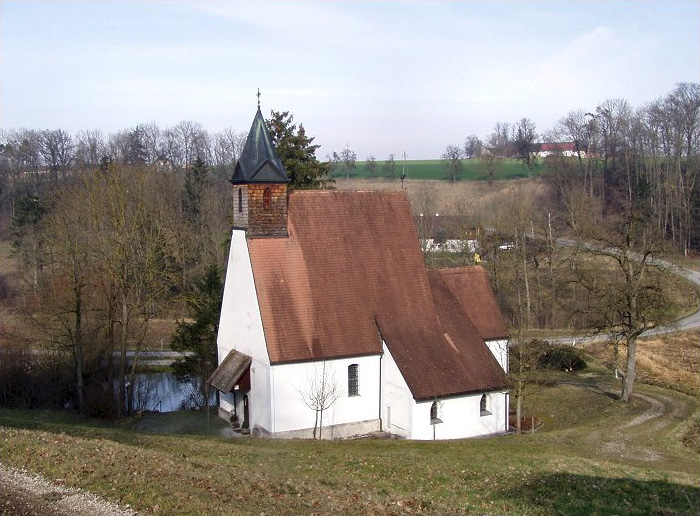
A Szt. György-templom

Fischlham a tartomány Hausruckviertel régiójában fekszik a Traun és az Alm folyók találkozásánál, a Katzenbach patak mentén. Területének 20,1%-a erdő, 65,9% áll mezőgazdasági művelés alatt. Az önkormányzat 9 települést és településrészt egyesít: Eggenberg (63 lakos 2021-ben), Fischlham (407), Forstberg (110), Hafeld (454), Heitzing (23), Laherberg (42), Ornharting (39), Seebach (118) és Zauset (89). 
A környező önkormányzatok: északra Gunskirchen, északkeletre Steinhaus, délre Steinerkirchen an der Traun, délnyugatra Bad Wimsbach-Neydharting, északnyugatra Edt bei Lambach.

## Története
Fischlhamot 1179-ben említik először a kremsmünsteri apátság birtokaként. A régió a 12. századik a Bajor Hercegség keleti határvidékéhez tartozott, majd Ausztriához került. Az Osztrák Hercegség 1490-es felosztásakor az Ennsen-túli Ausztria része lett. 
A napóleoni háborúk során a települést több alkalommal megszállták. 
1895-1897 között Adolf Hitler családja Hafeldben élt, ő pedig a fischlhami elemi iskolába járt. A köztársaság 1918-as megalakulása után Fischlham Felső-Ausztria tartomány része lett. Miután a Német Birodalom 1938-ban annektálta Ausztriát, az Oberdonaui gauba sorolták be. A második világháború után az ország függetlenné válásával ismét Felső-Ausztriához került.

## Lakosság
A fischlhami önkormányzat területén 2021 januárjában 1345 fő élt. A lakosságszám 1939 óta enyhén gyarapodó tendenciát mutat. 2018-ban az ittlakók 96,4%-a volt osztrák állampolgár; a külföldiek közül 0,8% a régi (2004 előtti), 2,2% az új EU-tagállamokból érkezett. 2001-ben a lakosok 88,3%-a római katolikusnak, 5,9% evangélikusnak, 3,5% pedig felekezeten kívülinek vallotta magát. Ugyanekkor 6 magyar élt a községben; a legnagyobb nemzetiségi csoportot a németeken (97,2%) kívül a horvátok alkották 1,3%-kal. 
A népesség változása:

| 2016 | 1 319 |
| 2018 | 1 328 |

## Látnivalók
- a bernaui kastély magántulajdonban van, de rendezvények, események számára bérelhető
- a Szt. Péter-plébániatemplom
- a Szt. György-templom
- a fischlhami Traun-menti ártéri erdő természetvédelmi terület

## Híres fischlhamiak
- Paula Hitler (1896-1960), Adolf Hitler húga

## Fordítás
- Ez a szócikk részben vagy egészben  a   Fischlham című német Wikipédia-szócikk ezen változatának fordításán alapul.  Az eredeti cikk szerkesztőit annak laptörténete sorolja fel. Ez a jelzés csupán a megfogalmazás eredetét és a szerzői jogokat jelzi, nem szolgál a cikkben szereplő információk forrásmegjelöléseként.